# Polistes comanchus
Polistes comanchus är en getingart som beskrevs av Henri Saussure 1857. Polistes comanchus ingår i släktet pappersgetingar, och familjen getingar. Utöver nominatformen finns också underarten P. c. navajoe.